# Jorge Solórzano Pérez
Jorge Solórzano Pérez (Managua, 23 de marzo de 1961) es un obispo católico que ejerce su ministerio episcopal como VI Obispo de Granada de la República de Nicaragua.

## Biografía[3]

### Nacimiento
Nació en Managua, el 23 de marzo de 1961. Es el decimotercer hijo de los 15 que trajo al mundo el matrimonio de don Salvador Solórzano Rojas y doña Josefa María Pérez Sandino de Solórzano.

### Estudios y títulos obtenidos
- Primaria y secundaria en Managua.
- A los 16 años ingreso al Seminario Diocesano de Managua.
- De 1989 a 1992, realizó estudios de Liturgia en el Pontificio Ateneo de San Anselmo, Roma.

### Sacerdote
Se ordenó como sacerdote el 29 de marzo de 1985, por Mons. Miguel Obando y Bravo.

#### Cargos
- Comenzó su misión pastoral a los 24 años cuando fue nombrado párroco (1985 a 1989) de la Iglesia de Nuestra Señora de la Merced, en Mateare, y de la parroquia María Inmaculada, de Managua.

- Fue catedrático de Liturgia en la Universidad Católica Redentoris Mater, en el Seminario Interdiocesano de Nuestra Señora de Fátima y en el Seminario Arquidiocesano de la Purísima.
- Párroco de la Iglesia del Espíritu Santo de 1992 al 2005.

## Obispo

### Nombramiento como obispo auxiliar
Fue nombrado Obispo Auxiliar de Managua, el 17 de junio de 2000.

### Consagración
Fue ordenado obispo el 13 de julio de 2000.

#### Obispos consagrantes
- Consagrante principal:
  - Cardenal, Miguel Obando y Bravo , SDB  (Arzobispo de Managua)
- Principales Co-consagrantes:
  - Mons. César Bosco Vivas Robelo † (obispo de León en Nicaragua)
  - Mons. Leopoldo José Brenes Solórzano (Obispo de Matagalpa)

### Nombramiento como obispo de Matagalpa
El Papa Benedicto XVI lo nombró obispo de Matagalpa el 15 de octubre de 2005

### Nombramiento como obispo de Granada
El 11 de marzo de 2010 nombrado Obispo de Granada. (Los dos últimos nombramientos hechos por Benedicto XVI).

## Cartas pastorales
Como obispo de Granada emitió el 23 de marzo de 2016 una carta pastoral criticando entre otras cosas al gobierno de Nicaragua por la crisis jurídica inconstitucional, el monopolio de los medios de comunicación y el Consejo Supremo Electoral.

## Sucesión de cargos como obispo
| Predecesor: No aplica                            | Obispo Auxiliar Desde el 17 de junio de 2000 hasta el 15 de octubre de 2005          | Sucesor: Mons. Silvio José Báez Ortega    |
| Predecesor: Mons. Leopoldo José Brenes Solórzano | VIII Obispo de Matagalpa Desde el 15 de octubre de 2005 hasta el 11 de marzo de 2010 | Sucesor: Mons. Rolando José Álvarez Lagos |
| Predecesor: Mons. Bernardo Hombach Lütkermeier   | VI Obispo de Granada Desde el 11 de marzo de 2010 hasta la fecha                     | Sucesor: En el cargo                      |